# Halloween II (film 2009)
Halloween II è un film horror del 2009 scritto e diretto da Rob Zombie, 
Con Tyler Mane, Scout Taylor-Compton, Malcolm McDowell e Sheri Moon Zombie, la pellicola è il sequel del film Halloween - The Beginning, uscito nel 2007.

## Trama
In un breve flashback, Deborah Myers visita un giovane Michael Myers allo Smith's Grove Sanitarium, dove dà a Michael come dono una statuetta raffigurante un cavallo bianco. Michael spiega che l'equino gli ricorda un sogno che aveva fatto sul fantasma di Deborah, tutta vestita di bianco e portando verso Michael un cavallo lungo i corridoi dell'infermeria, dicendogli che stava per riportarlo a casa. 
Dopo aver sparato a Michael, Laurie Strode viene trovata delirante in uno stato di shock e coperta di sangue dallo sceriffo Brackett, il quale la porta al pronto soccorso. Nel frattempo i paramedici prendono Annie Brackett, la figlia dello sceriffo, e il dott. Samuel Loomis, che sono ancora vivi dopo essere stati attaccati da Michael, e li portano in ospedale.
Intanto Michael, creduto morto, viene caricato da sei uomini, due dei quali si occupano del trasporto di cadaveri, su un'altra ambulanza, diretta verso l'obitorio. Durante il viaggio, a causa di una distrazione del conducente, l'ambulanza si scontra con un bue posto in mezzo alla strada: incredibilmente Michael si risveglia (in quanto il proiettile lo aveva solo fatto cadere in coma) e, forzando gli sportelli, esce dall'abitacolo e con un pezzo di vetro del parabrezza taglia la testa al collega dell'autista rimasto ancora vivo. Con la testa della vittima in una mano e il pezzo di vetro nell'altra, Michael voltandosi vede in lontananza l'immagine della madre con addosso un vestito bianco accompagnata da un cavallo anch'esso bianco. A quel punto si incammina verso quella visione che lo accompagnerà per diverso tempo. Michael appare in ospedale e inizia a uccidere tutti quelli che incontra sulla sua strada verso Laurie. Intrappolata in un avamposto di sicurezza al cancello, Laurie guarda Michael mentre sfonda i muri con un'ascia, ma proprio mentre tenta di ucciderla, Laurie si sveglia dal sogno. In realtà è passato un anno (due anni nella versione director's cut) e Laurie ora sta vivendo con i Brackett.
Il corpo di Michael è scomparso dal precedente Halloween, ancora presunto morto, e Laurie ha avuto degli incubi ricorrenti circa l'evento. Mentre Laurie tratta con il suo trauma attraverso la terapia, Loomis ha scelto di volgere gli eventi in un'occasione per scrivere un altro libro. Nel frattempo, Michael sta avendo visioni del fantasma di Deborah e di una versione più giovane di lui, che lo avvisa che Halloween si sta avvicinando ed è tempo di portare a casa Laurie; così parte per Haddonfield. Mentre Michael si reca ad Haddonfield, Laurie inizia ad avere delle allucinazioni che comportano un'immagine spettrale di Deborah e di un giovane Michael in un costume da clown.
Mentre Laurie lotta con i suoi incubi, Loomis sta andando in tournée per promuovere il suo nuovo libro, solo per essere accolto con critiche da parte di persone che gli hanno attribuito la colpa per le azioni di Michael e per aver sfruttato la morte delle sue vittime. Quando il suo libro viene finalmente pubblicato, Laurie scopre la verità: lei è in realtà Angel Myers, la sorella di Michael perduta da molto tempo. Con la verità scoperta, Laurie decide di andare a festeggiare con le sue amiche Mya e Harley, per cercare di pensare ad altro. Michael appare al party e uccide Harley, poi va verso la casa di Annie Brackett e la pugnala ripetutamente.
Quando Laurie e Mya arrivano trovano Annie insanguinata e morente, Michael uccide Mya mentre Laurie riesce a fuggire dalla casa e fermare un automobilista di passaggio. Nel frattempo, lo sceriffo Brackett arriva a casa e trova la figlia morta. Prima che Laurie possa fuggire, Michael uccide il conducente e la vettura si ribalta con Laurie in essa.
La polizia scopre la posizione di Michael e circonda il capannone. Loomis arriva e va nel capannone per cercare di far ragionare Michael e di lasciare andare Laurie. All'interno informa Laurie, che in uno stato allucinato crede che il giovane Michael la stia tenendo bloccata a terra, che nessuno la sta tenendo e che deve mantenere la sua lucidità mentale. Proprio in quel momento, Deborah dice a Michael che è giunto il momento di tornare a casa; Myers afferra Loomis e comincia a tagliargli ripetutamente il viso e lo pugnala al petto. Passando davanti a una finestra mentre tiene il corpo di Loomis, Michael viene colpito due volte dallo sceriffo Brackett e cade sui picchi di alcuni attrezzi agricoli.
Laurie si avvicina e colpisce ripetutamente Michael al petto e in faccia. La porta del capannone si apre e Laurie esce, indossando la maschera di Michael.
In seguito vediamo Laurie in manicomio, ormai completamente impazzita e in preda alle visioni dello spirito della madre e del cavallo bianco esattamente come le aveva Michael in precedenza, e la ragazza comincia a sorridere lentamente in modo sinistro e inquietante.

## Produzione
Halloween II ha iniziato a prendere corso circa un anno dopo l'uscita di Halloween - The Beginning; all'epoca, infatti, Zombie non era intenzionato a mandare avanti il franchise con una nuova saga e solo dopo gli sono venute in mente le prime idee per un seguito. La produzione è stata annunciata alla 30 Years of Terror Convention con Zombie incaricato di regia e sceneggiatura nonostante i diverbi riscontrati con i fratelli Weinstein riguardo al franchise e le accoglienze negative riservate al newquel; argomentando la candidatura di Zombie la Dimension ha sentito prima di riconfermarlo il duo francese Alexandre Bustillo e Julien Maury come nuovi registi.
Con l'intenzione di una produzione celere come dichiarato da Zombie, la pre-produzione è iniziata il 15 dicembre 2008 e si è conclusa il 22 febbraio; le riprese sarebbero dovute iniziare a marzo 2009 per un'uscita cinematografica durante la fine di ottobre dell'anno medesimo, ma sono state anticipate al 23 febbraio agli studi di Atlanta (Georgia) per occorrere al 28 agosto 2009, data di distribuzione statunitense fissata durante la pre-produzione e si sono concluse nei giorni precedenti di Pasqua avviando la post-produzione subito dopo il periodo festivo.
Al fine di restaurare interamente la saga, Zombie ha voluto cambiare numerosi aspetti della trama e dei personaggi, tra cui: la psicologia di Myers, approfondita e resa più contorta e conforme, violenza più brutale e realistica, aggiunta di folta barba a Myers in alcune sequenze, una nuova maschera «molto diversa da tutte quelle viste in passato» mostrata a fine film; un'altra notizia voleva che Myers fosse a volto scoperto per circa 3/4 del tempo ma è stata poi smentita da Zombie, il quale ha ribadito che l'assenza di materiale montato all'epoca dell'annuncio poteva indurre a pensare ciò, ma che invece il personaggio ha la maschera proprio come in ogni altro film.
La storia si svolge dopo i fatti relativi alla fine del primo episodio ed è narrata attraverso il punto di vista di Laurie Strode. I maggiori interpreti hanno confermato le presenze durante l'inverno, con Tyler Mane (nel film è Michael Myers) primo ritorno, seguito presto dai figuranti principali Ezra Buzzington, Jeffrey Daniel Phillips, Mark Christopher Lawrence, Dayton Callie e Richard Brake.
La decisione di dare a Laurie il nome di Angel fu presa per enfatizzare l'opposizione all'infernale Michael.

### Casting
L'attore che interpreta Michael Myers da bambino non è più Daeg Faerch ma è Chase Wright Vanek, già protagonista del film Dear Lemon Lima.
Il cantante statunitense "Weird Al" Yankovic fa un cameo interpretando sé stesso nella scena in cui il dottor Loomis viene intervistato in un talk show.
Il regista offrì a John Carpenter di fare un cameo nel film, ma egli rifiutò.

## Distribuzione
Il film è uscito nel circuito cinematografico statunitense il 28 agosto 2009 mentre in Italia è uscito il 16 ottobre 2009.

### Versione "director's cut"
Nel director's cut del film, alla fine, Michael si toglie la maschera e urla «Muoriii!!!» al dott. Loomis prima di accoltellarlo: è la prima volta in assoluto nella serie di film in cui Michael adulto parla, ed è anche la prima volta in cui si vede interamente il suo volto. 
Il conteggio delle vittime si attesta su 19, nel director's cut è di 20.

## Promozione

### Tagline
(Tagline del film)

## Censura
Il film in Italia è stato inizialmente vietato ai minori di 18 anni per via delle forti scene di violenza e per un linguaggio volgare, non adatto ai minori; tuttavia una revisione ministeriale del 2010 ha abbassato il divieto ai minori di 14 anni apportando alcuni tagli nelle scene più cruente.

## Accoglienza
Il film, girato fra il 23 febbraio e il 9 aprile 2009, è costato circa 15 milioni di dollari e mondialmente ne ha incassati 37.993.800. Fuori dagli USA il film è stato un flop, incassando 4.559.256 dollari.